# Тжибау, Жан-Мари
Жан-Мари Тжибау (фр. Jean-Marie Tjibaou, 30 января 1936 — 4 мая 1989) — канакский революционер, политический деятель Новой Каледонии, основатель и руководитель Канакского социалистического фронта народного освобождения.

## Деятельность
Сын племенного вождя, несостоявшийся католический священник и выпускник Сорбонны, специалист в области этнологии, вёл агитацию за создание на Новой Каледонии независимого государства Канаки.
В 1975 году организовал фестиваль «Меланезия 2000», подчёркивавший канакскую идентичность коренных жителей острова. Попал в политику, победив на муниципальных выборах в 1977 году и возглавив провинцию Йенген. В том же году на конгрессе в Бурали Каледонский союз под его влиянием провозгласил своей целью стремление к независимости. В 1979 году, с образованием Фронта за независимость (предшественника КСФНО), стал представлять его в местном собрании. В 1984 году был избран главой Канакского социалистического фронта народного освобождения, а также провозглашённого им временного правительства Новой Каледонии.
В октябре 1987 года Тжибау представил ООН проект конституции предполагаемого государства. В конце 1980-х годов выступления за независимость Новой Каледонии особенно активизировались, приняв характер массовых демонстраций, акций гражданского неповиновения, столкновений с правоохранительными органами и непосредственной вооружённой партизанской борьбы.
Напряженность достигла пика в апреле—мае 1988 года, когда вследствие начавшихся беспорядков бойцы Канакского социалистического фронта национального освобождения взяли на острове Увеа 27 заложников, включая французского жандарма и судью, требуя немедленной независимости. Однако французское правительство отвергло какие-либо переговоры и осуществило силовую акцию, в ходе которой были убиты 19 канаков, причём большая часть их была казнена уже после прекращения сопротивления; никто из заложников не пострадал.
Общественность была шокирована трагедией на Увеа и непропорциональным использованием силы властями, и французская администрация была вынуждена пойти на значительные уступки, когда премьер Мишель Рокар и Жан-Мари Тжибау заключили Матиньонские соглашения 26 июня 1988 года, упразднив должность верховного комиссара, ранее осуществлявшего прямое управление Новой Каледонией.
Сам Тжибау и его заместитель (Yeiwene Yeiwene) были убиты в мае 1989 года экстремистски настроенным канаком, одним из организаторов похищения жандармов, считавшим соглашение с французскими властями предательством и сговором с колониалистами. Застреливший политиков убийца сам был убит охранниками Тжибау.

## Память
В его честь назван Культурный центр в Нумеа, построенный итальянским архитектором Ренцо Пиано и открытый премьер-министром Франции Лионелем Жоспеном.